# MP18
El MP-18/1 fabricado por la empresa Theodor Bergmann Waffenbau Abteilung fue el primer subfusil funcional empleado en combate. Adoptado en 1918 para el servicio en el Ejército alemán durante la Primera Guerra Mundial, e introducido como el arma principal de las Stoßtruppen (tropas de choque, en alemán), especializadas en la lucha de trincheras. Aunque la producción del MP-18 cesó en la década de 1920, su diseño fue la base de la mayoría de subfusiles fabricados entre 1920 y 1960.
Un error común es la creencia de que esta arma fue prohibida por el Tratado de Versalles. De hecho, el tratado limitó solamente el número de ametralladoras que el ejército alemán podía almacenar, y no mencionó específicamente los subfusiles o el MP-18.

## Historia

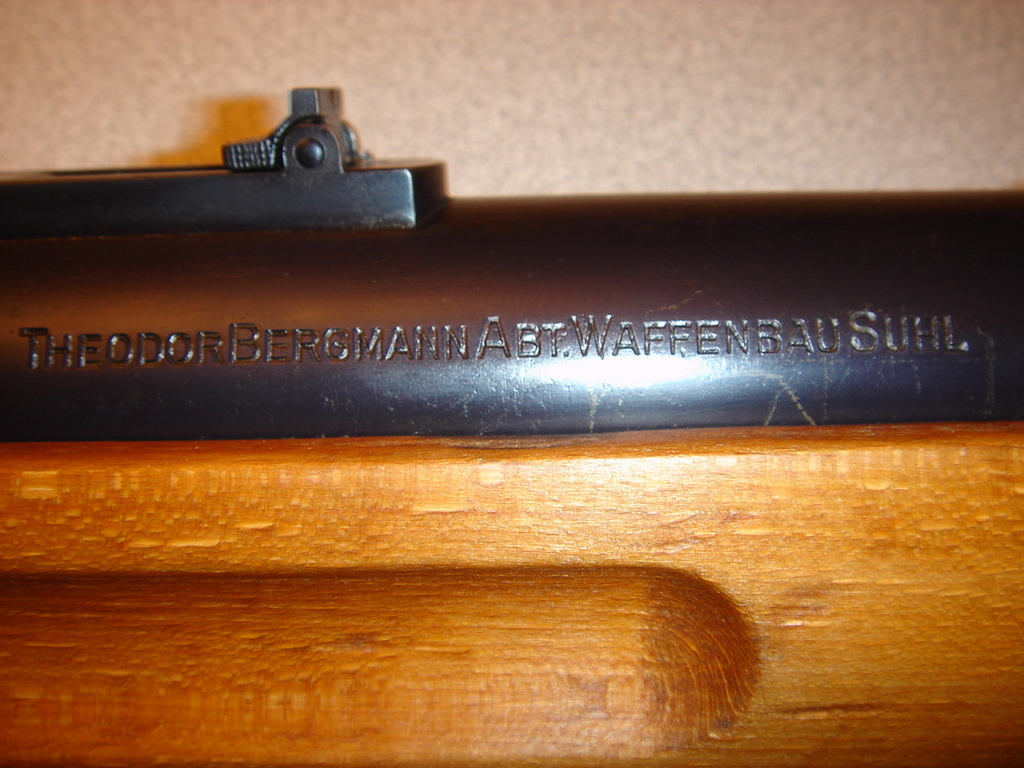
Detalle del marcaje de la Fábrica de Armas Theodor Bergmann.

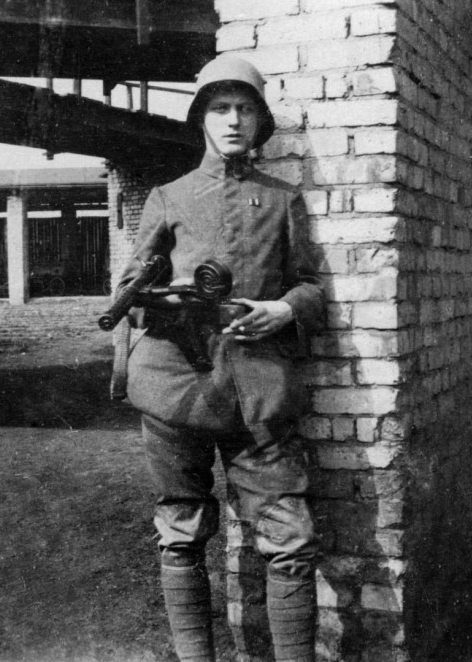
Soldado alemán en el norte de Francia, 1918.

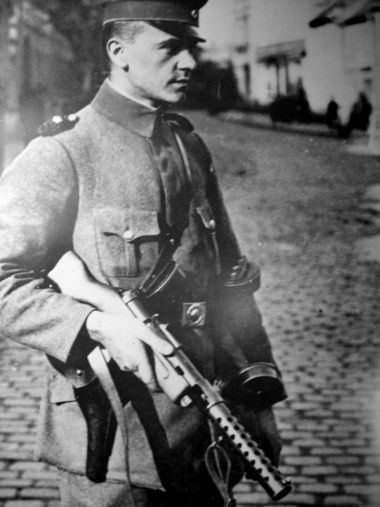
Policía armado con un MP-18 en Berlín, 1919.

Los orígenes de este subfusil se remontan a comienzos del siglo XX, desarrollándose alrededor de las ideas de infiltración, movimiento rápido y poder de fuego, específicamente para limpiar las trincheras de soldados enemigos y poder emplearlo en combates que tenían lugar a distancias muy cortas.
En 1915, La Comisión Alemana para Pruebas de Fusiles de Spandau decidió desarrollar un nuevo tipo de arma para la guerra de trincheras. Los intentos de modificar pistolas semiautomáticas, tales como la Luger P08 y la Mauser C96, no tuvieron éxito debido a que era imposible disparar con precisión en modo automático a causa de su ligereza y gran cadencia de fuego (1200 d.p. m.). La Comisión determinó que hacía falta un tipo de arma totalmente nuevo. Hugo Schmeisser, que trabajaba para la Bergmann Waffenfabrik, formaba parte de un equipo compuesto por Theodor Bergmann, Louis Schmeisser y otros técnicos. Ellos diseñaron un nuevo tipo de arma para satisfacer los requisitos de la Comisión, la cual fue denominada Maschinenpistole 18/I (Pistola-ametralladora 18/I, en alemán). No se sabe con precisión que indicaba la "I" de su denominación.
El MP-18 era un arma muy bien diseñada, con piezas y acabado de nivel casi comercial, pesaba más de 5 kg cargado. Su cajón de mecanismos tubular era muy grueso (~3 mm), en comparación con los cajones de mecanismos de los subfusiles empleados en la Segunda Guerra Mundial tales como el Sten o el MP40.
Aunque Schmeisser diseñó un cargador recto de doble hilera con capacidad de 20 cartuchos, la Comisión de Pruebas insistió, por razones prácticas, que el MP-18 sea adaptado para emplear el cargador de tambor Trommelmagazin 08 (TM08) (cargador "caracol", en alemán) que era ampliamente empleado con la versión de cañón largo de la pistola Luger P08, conocida también como "Modelo de Artillería".
La producción a gran escala del MP-18 no comenzó hasta inicios de 1918. Aunque técnicamente hablando no es el primer subfusil del mundo, siendo precedido por el Villar-Perosa italiano de 1915, se le considera el primer subfusil del mundo en el sentido moderno del término por el hecho que el Villar-Perosa había sido diseñado para emplearse como una ametralladora ligera.
El MP-18 sirvió principalmente durante las etapas finales de la Primera Guerra Mundial (1918), especialmente durante la ofensiva llamada Kaiserschlacht. Al menos unos 5000 MP-18/I fueron fabricados y empleados durante la Primera Guerra Mundial, según los números de serie de los subfusiles capturados; aunque es posible que se llegaran a fabricar hasta 30.000 subfusiles para la guerra.
Bergmann vendió en 1920 la licencia del MP-18/I a la fábrica de armas suiza SIG de Neuhausen. El modelo hecho en Suiza entre 1920 y 1927 fue conocido como el SIG Modelo 1920; se diferenciaba del modelo alemán por tener cargadores de mayor capacidad y disparar diferentes cartuchos 7,65 x 22 Parabellum / Luger y 7,63 x 25 Mauser ). Cada subfusil SIG Modelo 1920 estuvo marcado "Brevet Bergmann" (patente Bergmann). La versión del M1920 de SIG en 7,65 Luger fue vendida a Finlandia. Las versiones en 7,63 Mauser fueron vendidas a Japón y China. También estaba disponible en calibre 9 mm. En 1930 se introdujo una versión mejorada de este diseño, el SIG Modelo 1930 que difiere en la colocación del cargador (en el lado derecho).
El subfusil Bergmann MP-18/I representa un hito tanto en el campo de la tecnología armamentística como en el de la táctica militar. Marcó el camino para una entera clase de nuevas armas y dio inicio a la investigación para obtener armas automáticas más ligeras para ser empleadas por tropas móviles. Sus primeros competidores directos no fueron empleados en la Primera Guerra Mundial, pero la mayoría de ellos fueron empleados en todos los conflictos locales que tuvieron lugar durante el periodo de entreguerras.

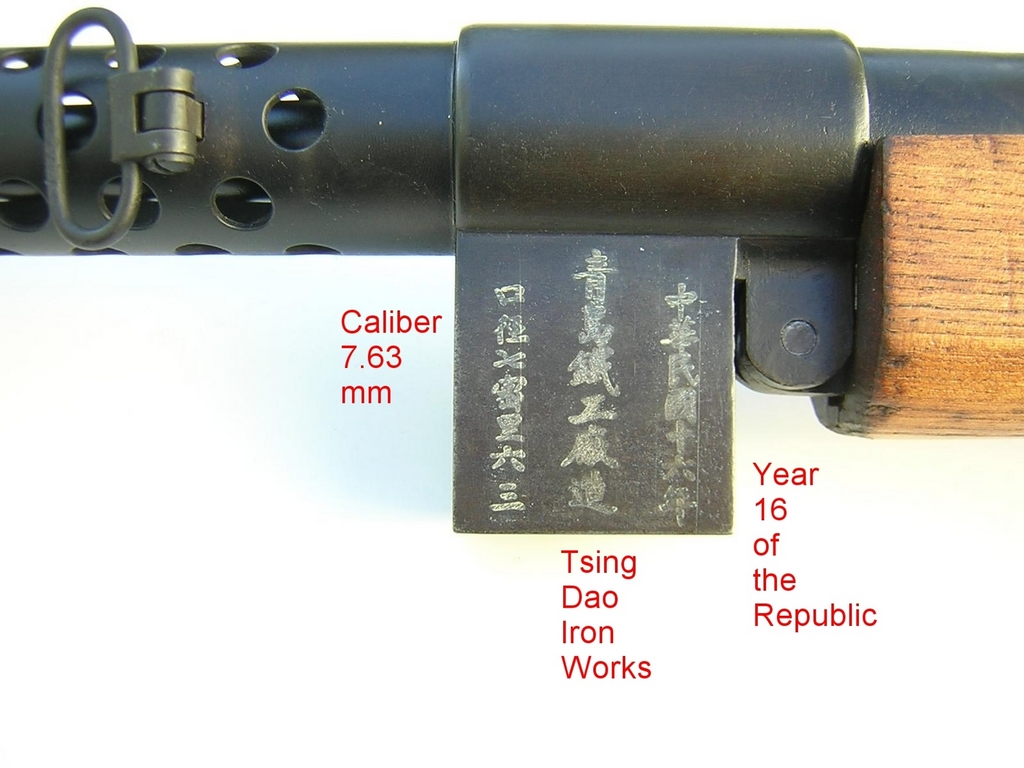
Marcaje de un MP18 fabricado en Tsing Tao, China, 1927.

Los chinos produjeron un MP-18 modificado en Tsing Tao con la asistencia del diseñador Heinrich Vollmer. Los japoneses habían comprado una cierta cantidad de subfusiles MP-18 y MP28 antes de producir su propio subsufil, el Tipo 100, que empleaba una configuración similar a la del MP18/28. Los franceses, a pesar de estar medianamente interesados en este tipo de armas debido al hecho que diseñaron e introdujeron en servicio varias armas semiautomáticas y automáticas, inmediatamente se abocaron a la investigación de los subfusiles MP18 capturados. El diseño del STA 1922 fue adoptado y el MAS 1924 entró en servicio y fue empleado en las guerras coloniales. Los subfusiles franceses MAS 35 y MAS 38 son derivados de uno de los varios prototipos de la inmediata posguerra.
Durante la década de 1920, el comerciante de armas de Chicago, Vincent Daniels, importó subfusiles SIG Bergmann de 7,65 mm e instaló un selector de disparo de dos posiciones detrás de la tapa del receptor. Esta disposición era algo similar a la posterior ametralladora Lanchester. Las armas se vendieron bajo el nombre de "Daniels Rapid-Fire Carbine" y fueron compradas por miembros de la Northside Gang y Chicago Outfit.
El MP28 fue producido por Haenel bajo la supervisión de Hugo Schmeisser, siendo copiado en la República Española bajo el nombre clave de Naranjero. El Naranjero empleaba cartuchos 9 mm Largo.
El subfusil austriaco Steyr MP34 fue creado por un equipo de técnicos dirigido por Louis Stange, el cual diseñó en 1919 un subfusil para la Rheinmetall y empleó la MG 15 de Bergmann para diseñar la MG 30.
El SIG Bergmann 1920 fue empleado por Finlandia y Estonia, siendo la inspiración para el subfusil estonio Tallin Arsenal de 1927 y el subfusil finlandés Suomi-KP Modelo 31, o KP-31 (Konepistooli o pistola automática en finés) que a su vez inspiró a Degtyarev para crear el PPD-34.
El hijo de Theodor Bergmann, Emil Bergmann, diseñó el subfusil MP32, el cual evolucionó en el MP34 al ser adoptado por Dinamarca antes de ser denominado MP35 por el naciente Heer en 1935. Este subfusil es a veces confundido con la Mitraillette 34, un MP28 fabricado en Bélgica por Pieper-Bayard, antiguo fabricante licenciado por Bergmann, o con el MP34 fabricado por Steyr. Es sencillo de diferenciar el Bergmann MP32/34/35 de su versión final 35/1, ya que su palanca de carga funciona de la misma forma que el cerrojo de un fusil.
Los británicos copiaron el MP28 y desarrollaron el Lanchester para la Royal Navy en 1940, debido a la urgente necesidad de armas automáticas individuales. El Lanchester tenía una sólida construcción debido al empleo de latón en el brocal del cargador y llevaba un riel para montar una bayoneta, entrando en servicio en 1940. El cargador y el cerrojo del MP28 podían ser utilizados en el Lanchester. El Sten fue una evolución del Lanchester, para facilitar su producción en masa y abaratar costos.
El OVP 1918, un derivado del Villar-Perosa fabricado por Revelli en 1915, inspiró a Heinrich Vollmer para crear el cerrojo telescópico empleado en los subfusiles VPM1930, EMP, MP38, MP40 y MP41.
El MP18 continuó en servicio limitado con las Fuerzas Armadas alemanas durante la Segunda Guerra Mundial, específicamente con el Sicherheitsdienst, posteriormente con las divisiones extranjeras del Waffen-SS provenientes de Europa del Este y también con las unidades de artillería costera de la Kriegsmarine.

## Operación

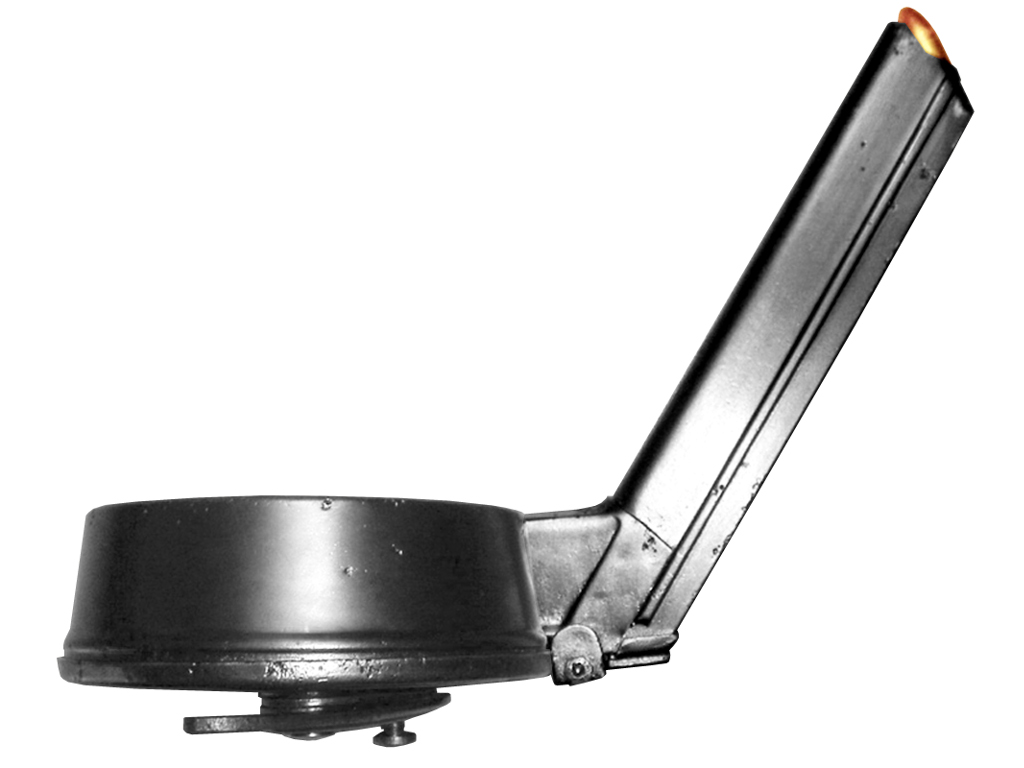
Un Trommelmagazin 08 para el Bergmann MP18.1.

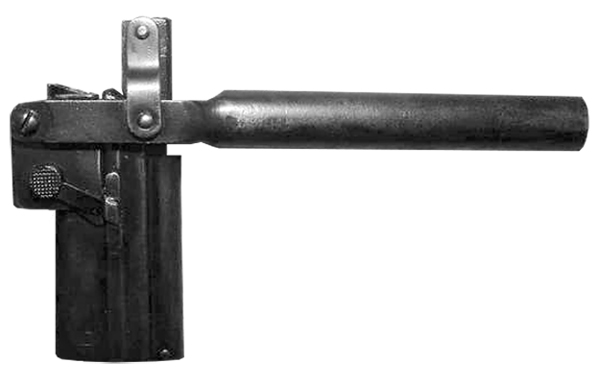
Ladegerät (aparato de carga, en alemán) para el Trommelmagazin 08.

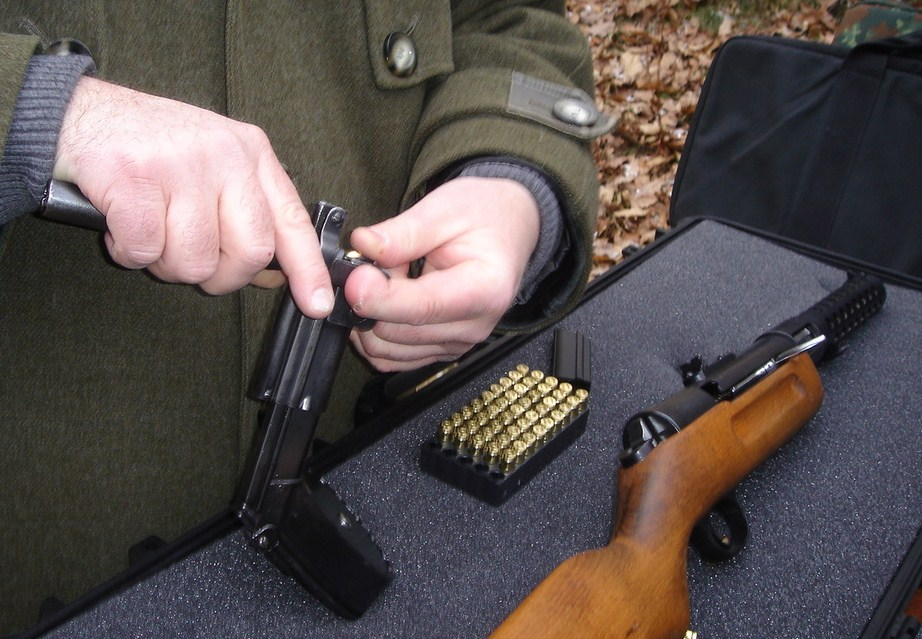
Cargando un Trommelmagazin 08.

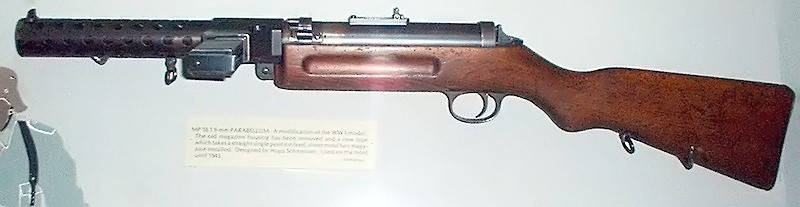
Un MP18 producido después de la Primera Guerra Mundial, con seguro universal.

El MP18.1 original había sido diseñado para emplear el cargador de tambor "caracol" de la pistola Luger P08 "Modelo de Artillería". Este tipo de cargador con diseño rotativo tenía una capacidad de 32 cartuchos 9 x 19, por lo que el soldado tenía que emplear una herramienta especial para llenarlo. Cuando se usaba el cargador "caracol" en el MP18, se debía emplear una manga especial para impedir que el tambor sea insertado demasiado hondo en el brocal del cargador.
Después de 1920, el MP18 fue modificado para emplear un cargador recto similar al empleado en el posterior subfusil MP40. El MP18 solo podía disparar en modo automático. Su sucesor, el MP28/2, tenía un mecanismo modificado y un selector para fuego semiautomático y automático.

## Servicio
El MP18 demostró ser una excelente arma. Su concepto había sido probado con éxito en la lucha de trincheras. Su diseño básico influenció el diseño de posteriores subfusiles y mostró su superioridad frente al fusil de infantería estándar en combate urbano y guerra móvil, así como en la guerra de guerrillas. En 1919, durante el periodo revolucionario en Alemania, el MP18 fue empleado exitosamente en combates casa por casa para retomar el control de ciudades como Berlín y Múnich, durante operaciones más parecidas a contrainsurgencia policial que a una operación militar.
Durante el golpe de 1924 en Estonia, el MP18 se utilizó para defender el cuartel de Tallin de los militantes comunistas; algunos de los cuales estaban armados con subfusiles Thompson. Este fue posiblemente el primer enfrentamiento en el que se usaron subfusiles en ambos lados.
En todos los conflictos locales que tuvieron lugar entre 1920 y 1940, se observó un aumento del empleo de esta nueva clase de armas. Primeramente en América del Sur durante la Guerra del Chaco, luego en Europa durante la guerra civil española y en China durante la invasión japonesa, cuando al ser empleado por tropas chinas bien entrenadas provocó grandes bajas a los invasores, como en la Batalla de Shanghái, donde los feroces combates callejeros prefiguraron escenarios similares en la Segunda Guerra Mundial: la Batalla de Stalingrado la Insurrección de Varsovia, la Ofensiva de Viena y la Batalla de Berlín.
El sistema de disparo a cerrojo abierto tenía un inconveniente: si la culata era golpeada con fuerza mientas el cerrojo se hallaba en posición delantera y al mismo tiempo se insertaba un cargador lleno, el subfusil podía disparar accidentalmente debido a que el muelle recuperador cedía y movía el cerrojo hacia atrás lo suficiente como para recoger un cartucho del cargador e insertarlo en la recámara. Los soldados solían dejar el cerrojo del subfusil en posición cerrada, para evitar que la tierra y el polvo ingresen al cañón y la recámara. El hábito del "cerrojo cerrado" también evitaba que el arma se trabe al momento de emplearla. La Policía alemana pidió un seguro externo para sus MP18, así que se agregó un seguro universal que bloqueaba el cerrojo a todos los subfusiles empleados por la Policía. Los posteriores diseños de subfusiles, como el Sten y el MP40, fueron modificados para permitir que la palanca de carga pueda ser empujada hacia adentro para bloquear el cerrojo en posición cerrada dentro del cajón de mecanismos tubular. Este diseño prevenía los disparos accidentales cuando el cerrojo era dejado adelante y se insertaba un cargador lleno.

## Usuarios
- Imperio alemán
- República de Weimar
- Alemania nazi
- Bolivia:Los MP18 y los SIG Bergmann fueron usados en la guerra del chaco[7]
- Brasil:El MP18 fue utilizado por la policía de Pernambuco, el teniente João Bezerra de la policía de Alagoas tomó prestado un MP18 con un cargador de 50 cartuchos y lo usó en el combate de Angico de 1938 donde mataron Lampião.[8]
- Canadá: Los MP 18 capturados en la Primera Guerra Mundial fueron empleados por la Policía provincial de Alberta.[9]
- Estonia:El MP18 se usó para defender los cuarteles de Tallin durante el levantamiento comunista de 1924[6] La policía estonia compró una cantidad desconocida de armas de la fábrica finlandesa Lindelöf[10] Entre 1927 y 1930, el arsenal de Tallin produjo 570 metralletas basadas en la SIG 1920 en el calibre Browning 9x20 mm, estas armas fueron adoptadas por el ejército Estonio; y fueron reemplazadas por subfusiles Suomi en 1930.[4]
- Finlandia:Se compraron 523 SIG M/20 en Luger de 7,65 × 21 mm entre 1922 y 1940[11] La empresa de Leonard Lindelöf comenzó a fabricar copias con licencia del M/20 en 1922. Se estima que se fabricaron 60 o 70 armas en total; esos eran de calidad inferior y los cargadores no eran intercambiables. La producción sufrió múltiples retrasos, en 1925 se completaron los primeros cañones y se vendieron pequeñas cantidades a policías, la guardia costeras, organizaciones locales de guardia civil y aduanas. 12 fueron adquiridos por la guardia civil en 1932 como prenda de un contrato fallido.[10]
- Francia:Algunos fueron entregados por Alemania en el desarme después de la Primera Guerra Mundial, todavía estaban almacenados en 1939[12]
- Imperio Japones:Se utilizaron SIG M / 20 de fabricación suiza en 7,63 × 25 mm Mauser contra los chinos[11][13]
- Indonesia: Subfusiles SIG originalmente del ejército japonés[14]
- Irlanda: 9 estaban en depósito en 1940[15]
- Italia: Algunos subfusiles del arsenal de Tallin fueron capturadas por el Corpo Truppe Volontarie durante la guerra civil española.[4]
- Letonia: Alrededor de 6 Bergmann MP-18 estaban en el inventario del ejército de Letonia en abril de 1936[16]
- Manchukuo: SIG M20 suministradas por los japoneses[4]
- Noruega: El Grupo de Asalto del Servicio de Policía de Noruega adquirió 26 metralletas SIG Bergmann 1920 en 1937[17]
- Paraguay: SIG Bergmann capturado de las fuerzas Bolivianas[4]
- República de China:Uso versiones de fabricación local del MP 18[18] y SIG Bergmann 1920 de fabricación suiza en 7,63 × 25 mm Mauser[11]
- Rumania: Las unidades policiales utilizaron pequeñas cantidades de subfusiles MP 18 en los años de entreguerras.[19]
- Segunda República Española:Algunos subfusiles estonios del Arsenal de Tallin fueron contrabandeadas.[4]
- Suiza:El ejército probó 25 subfusiles SIG Bergmann en 7,65 mm, pero no se adoptaron. La policía de Zúrich adoptó el SIG Bergmann en 9mm Parabellum[4]
- Tailandia:El SIG Bergmann fue adoptado por la policía. También se usó para ejecuciones hasta la década de 1980, cuando fue reemplazado por el MP5SD.[4]

### Otras fuentes
- Deutsches Waffen Journal
- Visier
- Schweizer Waffen Magazin
- Internationales Waffen Magazin
- Cibles
- AMI
- Gazette des Armes
- Action Guns
- Guns & Ammo
- American Handgunner
- SWAT Magazine
- Diana Armi
- Armi & Tiro